# Kim Hawthorne
Kimberly Hawthorne (nacida antes de 1991) es una actriz estadounidense. Empezó su carrera  apareciendo en Broadway y en telenovelas, antes de aparecer en papeles de apoyo en dramas de máxima audiencia. Del 2000 al 2005, Hawthorne fue miembro de reparto regular en la series policiaca de CBC, Da Vinci's Inquest. En 2016 empezó a interpretar a Kerissa Greenleaf, protagonista de la serie Greenleaf de Oprah Winfrey Network.

## Primeros años
Hawthorne nació en la ciudad de Jersey en New Jersey. Recibió el Bachelor of Arts en el teatro musical de Birmingham–Universidad Del sur en Alabama. Después de graduar empezó a trabajar en el teatro, haciendo su debut de teatro profesional en el Teatro de Alianza en Atlanta, Georgia. En los años 90 Hawthorne movió a la ciudad de Nueva York, donde empezó a aparecer en producciones de Off-Broadway.

## Carrera
Hawthorne hizo su primera aparición de pantalla en un episodio de la serie de la NBC, Volaré Fuera. Mientras vivió en Atlanta, ella también apareció en tres episodios de En el Calor de la Noche. De 1995 a 1996 ella interpretó el papel de Belinda Keefer en la telenovela de ABC Todos Mis Niños. Amelia Marshall más tarde la reemplazó en ese papel. En 1997, Hawthorne reemplazó a Michelle Hurd en el papel de Dana Kramer en la telenovela de NBC, Otro Mundo. De 1997 a 1998 ella protagonizó en el musical de Broadway de Coleman Cy La Vida. Ella más tarde protagonizó en Cosby, Los Límites Exteriores, Stargate SG-1, La Zona Crepuscular, Andromeda, y La Palabra L.
Del 2000 al 2005, Hawthorne tuvo el papel regular de apoyo en la serie policiaca canadiense La Investigación Da Vinci como Det. Rose Williams. Al mismo tiempo tuvo papeles secundarios regulares en Jeremiah y Ángel Oscuro. En el 2006 ella fue miembro de reparto regular en la corta serie de comedia del HBO, Louie Afortunado que protagonizó Louis C.K.. El año siguiente, ella coprotagonizó en la obra canadiense, Whistler. En el 2014 ella tuvo el papel recurrente an la obra corta de Fox Rastrillo. Hawthorne también ha aparecido en CSI: Miami, Es siempre soleado en Filadelfia, Práctica Privada, Rizzoli & Isles, Southland, Castillo, y NCIS: Los Ángeles.
En el 2015, Hawthorne fue elegida como una de los protagonistas en la serie de la Red Oprah Winfrey, Greenleaf. Allí juega el papel de Kerissa Greenleaf, Lamman Rucker carácter de una ambiciosa y controlada mujer.

## Filmografía
| Año       | Título                                           | Función                          | Notas |
| --------- | ------------------------------------------------ | -------------------------------- | --- |
| 1991      | Volaré Fuera                                     | Young Mujer                      | Episodio: "Hola y Adiós"                                                                                        |
| 1991      | En el Calor de la Noche                          | Demanda Howell                   | Episodio: "Ruda está Despertando"                                                                               |
| 1991      | En el Calor de la Noche                          | Faith Todd                       | Episodio: "El Más Cambio de Cosas"                                                                              |
| 1994      | En el Calor de la Noche                          | Daphne Gordon                    | Episodio: "Elecciones Duras"                                                                                    |
| 1994      | Equipo de gota                                   | Harriet                          | |
| 1995—1996 | Todos Mis Niños                                  | Belinda Keefer                   | Aparición regular en la serie                                                                                   |
| 1997      | Otro Mundo                                       | Dana Kramer                      | Aparición regular                                                                                               |
| 1998      | Hombre de alma                                   | Camarera                         | Episodio: "Un Beso Es Justo un Beso"                                                                            |
| 1998      | Cosby                                            | Episodio: "El Regalo más Grande" | |
| 1999      | Milennium                                        | Enfermero                        | Episodio: "Tiempo Tomado prestado"                                                                              |
| 1999      | Detrás de la Máscara                             | Pastor Jessie Haynes             | Película de televisión                                                                                          |
| 1999      | Hombre de noche                                  | Cassandra                        | Episodio: "NightWoman Regresos"                                                                                 |
| 1999      | Los Límites Exteriores                           | Morgan Inviernos                 | Episodio: "El Puerto"                                                                                           |
| 1999      | Primera Ola                                      | Agente Simon                     | Episodio: "Perdió Almas"                                                                                        |
| 1999      | El Gabinete de Maravilla                         | Cirujano                         | Unsold Piloto de televisión                                                                                     |
| 2000      | Una Visión de Asesinato: La Historia de Donielle | Agente Lynda Byron               | Película de televisión                                                                                          |
| 2000      | Deadlocked                                       | Señora Tennyson                  | Película de televisión                                                                                          |
| 2000      | Stargate SG-1                                    | Kegan                            | Episodio: "Debajo la Superficie"                                                                                |
| 2001      | Maneras misteriosas                              | Dr. Marissa Hamilton             | Episodio: " Ves Qué I Ve?"                                                                                      |
| 2001      | 3000 Millas a Graceland                          | Operador de tablero              | |
| 2001      | Ve Carrera de Sitio                              | Cassavettes                      | |
| 2001      | Viaje del Unicornio                              | Esfinge                          | Película de televisión                                                                                          |
| 1999—2001 | Araña-Hombre Unlimited                           | Karen O soycallejón              | Voz, 8 episodios                                                                                                |
| 2001      | A lo largo de Vino una Araña                     | Agente Hickley                   | |
| 2000—2001 | Ángel oscuro                                     | Jacinda Katsuno                  | Aparición regular en 3 episodios                                                                                |
| 2001      | Visiones de noche                                | Cheryl                           | Episodio: "El Pasajero Lista/El Bokor"                                                                          |
| 2001      | El Vestido de Boda                               | Laura Rodericks                  | Película de televisión                                                                                          |
| 2001      | Andromeda                                        | Abogado                          | Episodio: "Perspectiva Forzada"                                                                                 |
| 2001      | HRT                                              | Agente especial Clara Tompkins   | Episodio piloto de televisión                                                                                   |
| 2001—2002 | Mary-Kate y Ashley en acción!                    | Bernice Shaw / Dr. Sandy         | Voz, 7 episodios                                                                                                |
| 2002      | Causa justa                                      | Luanne Ferris                    | Episodio: "Por encima de la Ley"                                                                                |
| 2002      | John Doe                                         | Kelly Hayes                      | Episodio: "Pasado Imperfecto"                                                                                   |
| 2002      | La Zona Crepuscular                              | Muriel                           | Episodio: "Escogido"                                                                                            |
| 2003      | Afortunado 7                                     | Trisha Rogers                    | Película de televisión                                                                                          |
| 2002—2003 | Jeremiah                                         | Theo                             | Aparición regular en 8 episodios                                                                                |
| 2003      | Relámpago: Tornillos de Destrucción              | Karen Chandler                   | Película de televisión                                                                                          |
| 2004      | Andromeda                                        | Tri-Camille                      | Episodio: "El Turmento, la Liberación"                                                                          |
| 2004      | La Palabra L                                     | Yolanda Watkins                  | Episodios: "Escucha Arriba" y "Liberally"                                                                       |
| 2004      | 10.5                                             | Jill Hunter                      | Miniserie |
| 2004      | Las Crónicas de Riddick                          | Lajjun                           | |
| 2000—2005 | La investigación Da Vinci                        | Det. Rose Williams               | Aparición regular en 44 episodios. Nominada — Premio Leo para Rendimiento de Ventaja Mejor por una Mujer (2004) |
| 2005      | Asesinato en el Presidio                         | Barbara Owens                    | Película de televisión                                                                                          |
| 2005      | Los fugitivos Corridos                           | Connie                           | |
| 2005      | Comandante en Jefe                               | Agente Power                     | Episodios: "Primer Desastre" y "Primer Escándalo"                                                               |
| 2006      | Luna de vudú                                     | Diana                            | Película de televisión                                                                                          |
| 2006      | Louie afortunado                                 | Ellen                            | Aparición regular en 13 episodios                                                                               |
| 2007      | Whistler                                         | Jada Templo                      | Aparición regular en 11 episodios                                                                               |
| 2009      | CSI: Miami                                       | Wendy Kramer                     | Episodio: "el humo Entra Vuestro CSIs"                                                                          |
| 2010      | Hombres de una Edad Segura                       | Debbie                           | Episodio: "Mismo como el Jefe Viejo"                                                                            |
| 2011      | Ley y Orden: Los Ángeles                         | Patricia                         | Episodio: "Carthay Círculo"                                                                                     |
| 2011      | El Young y el Inquieto                           | Juez Welchert                    | Aparición regular                                                                                               |
| 2011      | Hawthorne                                        | Elda Hawthorne                   | Episodio: "Precio de Admisión"                                                                                  |
| 2011      | Es Siempre Soleado en Filadelfia                 | Susan                            | Episodio: "Dulce Dee Consigue Auditado"                                                                         |
| 2011      | Práctica privada                                 | Joan                             | Episodio: "no Para 'Caja Consigues Bastante"                                                                    |
| 2011      | Casa de Payne                                    | Kierra                           | Episodio: "Mentoring Paynes"                                                                                    |
| 2012      | Reino roto                                       | Nina                             | |
| 2012      | Rizzoli & Isles                                  | Vonda Morris                     | Episodio: "Amor la Manera Te Mentira"                                                                           |
| 2012      | Jugando para Mantiene                            | ESPN Recepcionista               | |
| 2013      | Southland                                        | Señora Jones                     | Episodio: "Babel"                                                                                               |
| 2014      | Buscando Señor Derecho                           | Tonya                            | Película de televisión                                                                                          |
| 2014      | Rastrillo                                        | Gloria Barzmann                  | Aparición regular en 10 episodios                                                                               |
| 2015      | Castillo                                         | Angela Matthews                  | Episodio: "Castillo, P.I.l"                                                                                     |
| 2015      | NCIS: Los Ángeles                                | Iglesia de Diane del #dr.        | Episodio: "Viento Negro"                                                                                        |
| 2015      | Cambiado en Nacimiento                           | Hope                             | Aparición regular en 4 episodios                                                                                |
| 2016–2020 | Greenleaf                                        | Kerissa Greenleaf                | Protagonista de la serie                                                                                        |
| 2016      | Rosewood                                         | Ronna Burke                      | Episodio: "Lidocaine y Mucho tiempo-Lujuria de Plazo"                                                           |
| 2018      | Cómo para Escaparse con Asesinato                | Detective                        | Episodios: " es Muerto" y "El dia antes Muera"                                                                  |